# Miss Terre 2019
Miss Terre 2019 est la 19e élection de Miss Terre, qui s'est déroulée à Parañaque, dans la province du Grand Manille, aux Philippines, le 26 octobre 2019. La gagnante est la portoricaine Nellys Pimentel, qui succède ainsi à la vietnamienne Nguyễn Phương Khánh, Miss Terre 2018.
Le thème de cette édition est : "Beautés en fleurs".
Il s'agit de la 17e édition de Miss Terre à se dérouler aux Philippines.

## Résultat final

### Classement final
| Résultats finaux      | Candidates |
| --------------------- | --- |
| Miss Terre 2019       | - Porto Rico – Nellys Pimentel |
| Miss Terre - Air 2019 | - États-Unis – Emanii Davis |
| Miss Terre - Eau 2019 | - République tchèque – Klára Vavrušková |
| Miss Terre - Feu 2019 | - Biélorussie – Alisa Manenok |
| Top 10                | - Chili – Fernanda Mendez Tapia - Nigeria – Modupe Susan Garland - Nouvelle-Zélande – Tashan Kapene - Pays-Bas – Nikki Prein - Pologne – Krystyna Sokolowska - Russie – Anna Baksheeva |
| Top 20                | - Angleterre – Stephanie Wyatt (§) - Colombie – Yenny Carrillo - Espagne – Sonia Hernandez Romeo - Ghana – Abena Appiah - Guam – Cydney Shey Folsom - Guyana – Faydeha King - Japon – Yuka Itoku - Philippines – Janelle Tee - Portugal – Bruna Silva - Thaïlande – Teeyapar Sretsirisuvarna (§) |

§ Récipiendaires des prix de la Meilleure Éco-Vidéo (Angleterre) et du Meilleur Éco-Social Media (Thaïlande).

### Ordre d'annonce des finalistes
| 1. Russie 2. Chili 3. Guam 4. Biélorussie 5. Guyana 6. Portugal 7. Japon 8. Pologne 9. Ghana 10. Angleterre 11. Thaïlande 12. République tchèque 13. États-Unis 14. Philippines 15. Porto Rico 16. Espagne 17. Colombie 18. Pays-Bas 19. Nigeria 20. Nouvelle-Zélande | 1. Russie 2. Porto Rico 3. Nouvelle-Zélande 4. États-Unis 5. Pays-Bas 6. Chili 7. Biélorussie 8. Nigeria 9. Pologne 10. République tchèque | 1. Biélorussie 2. République tchèque 3. États-Unis 4. Porto Rico |

## Candidates
Il y a 85 candidates, soit 2 de moins qu'en 2018 et autant qu'en 2017.
| Pays / Territoire         | Nom                       | Âge    | Taille | Résidence           | Groupe |
| ------------------------- | ------------------------- | ------ | ------ | ------------------- | ------ |
| Afrique du Sud            | Nazia Wadee               | 22 ans | /      | Lenasia             | FEU    |
| Allemagne                 | Kristyna Losova           | 20 ans | /      | Hambourg            | FEU    |
| Angleterre                | Stephanie Wyatt           | 19 ans | /      | Poole               | AIR    |
| Argentine                 | Florencia Barreto Fessler | 20 ans | /      | Posadas             | FEU    |
| Arménie                   | Rippi Sargsyan            | 25 ans | /      | Erevan              | FEU    |
| Australie                 | Susana Downes             | 26 ans | /      | Sydney              | FEU    |
| Autriche                  | Melanie Gassner           | 23 ans | 1,72 m | Vienne              | FEU    |
| Belgique                  | Caro Van Gorp             | 19 ans | /      | Turnhout            | AIR    |
| Biélorussie               | Alisa Manenok             | 24 ans | /      | Baranavitchy        | AIR    |
| Bolivie                   | Fernanda Pereira          | 23 ans | /      | Litoral             | FEU    |
| Bosnie-Herzégovine        | Džejla Korajlić           | 21 ans | 1,70 m | Zenica              | AIR    |
| Botswana                  | Modiane Seitshiro         | 21 ans | /      | Gaborone            | AIR    |
| Brésil                    | Maria Batistela           | 20 ans | 1,80 m | Ourinhos            | EAU    |
| Cambodge                  | Thoung Mala               | 21 ans | 1,78 m | Kandal              | EAU    |
| Cameroun                  | Jessica Djoumbi           | 24 ans | /      | Yaoundé             | AIR    |
| Canada                    | Mattea Henderson          | 24 ans | /      | Calgary             | FEU    |
| Chili                     | Fernanda Méndez Tapia     | 27 ans | /      | Los Vilos           | AIR    |
| Chine                     | Hu Wentian                | 24 ans | 1,78 m | Pékin               | EAU    |
| Colombie                  | Yenny Katherine Carrillo  | 25 ans | 1,77 m | San Martín          | AIR    |
| Corée du Sud              | Hee-jun Woo               | 25 ans | /      | Busan               | FEU    |
| Costa Rica                | Linda Ávila               | 23 ans | /      | San José            | AIR    |
| Crimée                    | Anastasia Lebediuk        | 26 ans | /      | Sébastopol          | AIR    |
| Croatie                   | Nera Nikolić              | 23 ans | /      | Dubrovnik           | EAU    |
| Danemark                  | Sara Langtved             | 24 ans | 1,62 m | Copenhague          | FEU    |
| Équateur                  | Antonella Paz             | 18 ans | /      | Esmeraldas          | EAU    |
| Espagne                   | Sonia Hernández           | 22 ans | /      | Avila               | FEU    |
| États-Unis                | Emanii Davis              | 25 ans | /      | Griffin             | AIR    |
| Fidji                     | Zaira Zureen Begg         | 24 ans | /      | Suva                | AIR    |
| France                    | Sonate Terrassier         | 21 ans | /      | Bayonne             | AIR    |
| Ghana                     | Abena Appiah              | 26 ans | /      | Accra               | AIR    |
| Guadeloupe                | Marika Moutoussamy        | 21 ans | 1,70 m | Morne-à-l'Eau       | EAU    |
| Guam                      | Cydney Shey Folsom        | 19 ans | 1,77 m | Santa Rita          | AIR    |
| Guatemala                 | Regina Barco              | 20 ans | /      | Jutiapa             | EAU    |
| Guyana                    | Faydeha King              | 26 ans | /      | Corriverton         | EAU    |
| Haïti                     | Vitania Louissaint        | 24 ans | /      | Port-au-Prince      | AIR    |
| Honduras                  | Rita Velasquez George     | 23 ans | /      | Yoro                | FEU    |
| Hongrie                   | Tünde Blága               | 23 ans | 1,67 m | Budapest            | FEU    |
| Îles Mariannes du Nord    | Leisha Deleon             | 19 ans | /      | Saipan              | AIR    |
| Îles Vierges américaines  | Talisha White             | 24 ans | /      | Rex                 | FEU    |
| Inde                      | Tejaswini Manogna         | 25 ans | /      | Hyderabad           | EAU    |
| Indonésie                 | Cinthia Kusuma            | 21 ans | 1,78 m | Pontianak           | AIR    |
| Irlande du Nord           | Shannon McCullagh         | 22 ans | /      | Belfast             | EAU    |
| Israël                    | Reem Matar                | 23 ans | /      | Nazareth            | EAU    |
| Italie                    | Letizia Percoco           | 19 ans | /      | Roncadelle          | EAU    |
| Japon                     | Yuka Itoku                | 23 ans | /      | Ōita                | AIR    |
| Kazakhstan                | Altynay Assenova          | 21 ans | /      | Almaty              | FEU    |
| Kenya                     | Susan Kirui               | 23 ans | /      | Nairobi             | EAU    |
| Liberia                   | Georgia Bemah             | 24 ans | /      | Bong                | EAU    |
| Malaisie                  | Nur Haziyah Fatin         | 22 ans | 1,73 m | Kuching             | FEU    |
| Malte                     | Alexia Tabone             | 24 ans | 1,72 m | Tarxien             | EAU    |
| Maurice                   | Gyanisha Ramah            | 22 ans | /      | Port-Louis          | AIR    |
| Mexique                   | Hilary Islas              | 19 ans | /      | Compostela          | AIR    |
| Mongolie                  | Azzaya Tsogt-Ochir        | 24 ans | /      | Oulan-Bator         | FEU    |
| Monténégro                | Nikoleta Rakočević        | 23 ans | /      | Tivat               | FEU    |
| Myanmar                   | May Thadar Ko             | 22 ans | 1,77 m | Mandalay            | AIR    |
| Népal                     | Riya Basnet               | 22 ans | 1,70 m | Katmandou           | FEU    |
| Nigeria                   | Modupe Susan Garland      | 21 ans | /      | Lagos               | FEU    |
| Nouvelle-Zélande          | Tashan Kapene             | 19 ans | 1,70 m | Mount Maunganui     | EAU    |
| Panama                    | Marianna Fuentes          | 22 ans | /      | Panama              | EAU    |
| Papouasie-Nouvelle-Guinée | Pauline Tibola            | 23 ans | /      | Arawa               | EAU    |
| Paraguay                  | Jociani Daisy Repossi     | 25 ans | /      | Santa Rita          | EAU    |
| Pays-Bas                  | Nikki Prein               | 21 ans | /      | Doetinchem          | FEU    |
| Pérou                     | Alexandra Caceres Drago   | 24 ans | /      | Cajamarca           | AIR    |
| Philippines               | Janelle Tee               | 28 ans | /      | Pasig               | AIR    |
| Pologne                   | Krystyna Sokołowska       | 22 ans | 1,77 m | Bialystok           | FEU    |
| Porto Rico                | Nellys Pimentel           | 21 ans | /      | San Juan            | EAU    |
| Portugal                  | Bruna Silva               | 18 ans | /      | Braga               | AIR    |
| République dominicaine    | Yasmín Evangelista        | 22 ans | /      | Saint-Domingue      | FEU    |
| République tchèque        | Klára Vavrušková          | 20 ans | 1,75 m | Kostelec nad Orlicí | AIR    |
| Réunion                   | Anaïs Payet               | 21 ans | /      | Saint-Marie         | EAU    |
| Russie                    | Anna Baksheeva            | 18 ans | /      | Tchita              | FEU    |
| Rwanda                    | Paulette Ndekwe           | 19 ans | /      | Kigali              | EAU    |
| Serbie                    | Ljubica Rajković          | 25 ans | /      | Novi Sad            | EAU    |
| Sierra Leone              | N'jainatu Sesay           | 22 ans | /      | Tokeh               | FEU    |
| Singapour                 | Gerlyn Cheah              | 24 ans | /      | Singapour           | FEU    |
| Slovaquie                 | Stanislava Lučková        | 26 ans | /      | Košice              | EAU    |
| Slovénie                  | Charnée Bijön Bonno       | 23 ans | /      | Velenje             | EAU    |
| Soudan du Sud             | Asara Bullen              | 22 ans | /      | Djouba              | FEU    |
| Thaïlande                 | Teeyapar Sretsirisuvarna  | 27 ans | /      | Bangkok             | FEU    |
| Tonga                     | Titania Matekuolava       | 24 ans | /      | Panmure             | EAU    |
| Ukraine                   | Diana Shabas              | 20 ans | /      | Novovolynsk         | EAU    |
| Venezuela                 | Michell Castallanos       | 26 ans | /      | Valencia            | FEU    |
| Viêt Nam                  | Hoàng Thị Hạnh            | 27 ans | /      | Nghệ An             | EAU    |
| Zambie                    | Venus Vlahakis            | 20 ans | /      | Lusaka              | AIR    |
| Zimbabwe                  | Monalisa Chiredzero       | 20 ans | /      | Harare              | FEU    |

## Compétitions

### Tableau des médailles
| Rang | Candidate          | Or | Argent | Bronze | Total |
| ---- | ------------------ | -- | ------ | ------ | ----- |
|      |                    |    |        |        |       |
| 1    | Ghana              | 3  | 0      | 0      | 3     |
| 2    | Espagne            | 2  | 1      | 0      | 3     |
| 3    | Mongolie           | 2  | 0      | 0      | 2     |
| 4    | Venezuela          | 1  | 1      | 0      | 2     |
| 5    | Inde               | 1  | 0      | 1      | 2     |
| 5    | Portugal           | 1  | 0      | 1      | 2     |
| 5    | Viêt Nam           | 1  | 0      | 1      | 2     |
| 8    | Chili              | 1  | 0      | 0      | 1     |
| 8    | Kenya              | 1  | 0      | 0      | 1     |
| 8    | Nouvelle-Zélande   | 1  | 0      | 0      | 1     |
| 8    | Pologne            | 1  | 0      | 0      | 1     |
| 8    | Ukraine            | 1  | 0      | 0      | 1     |
| 13   | Philippines        | 0  | 4      | 0      | 4     |
| 14   | Porto Rico         | 0  | 2      | 0      | 2     |
| 15   | Nigeria            | 0  | 1      | 1      | 2     |
| 15   | Panama             | 0  | 1      | 1      | 2     |
| 15   | République tchèque | 0  | 1      | 1      | 2     |
| 18   | Chine              | 0  | 1      | 0      | 1     |
| 18   | Chine              | 0  | 1      | 0      | 1     |
| 18   | Danemark           | 0  | 1      | 0      | 1     |
| 18   | États-Unis         | 0  | 1      | 0      | 1     |
| 18   | Zambie             | 0  | 1      | 0      | 1     |
| 23   | Allemagne          | 0  | 0      | 1      | 1     |
| 23   | Autriche           | 0  | 0      | 1      | 1     |
| 23   | Biélorussie        | 0  | 0      | 1      | 1     |
| 23   | Corée du Sud       | 0  | 0      | 1      | 1     |
| 23   | Crimée             | 0  | 0      | 1      | 1     |
| 23   | Équateur           | 0  | 0      | 1      | 1     |
| 23   | Fidji              | 0  | 0      | 1      | 1     |
| 23   | Guyana             | 0  | 0      | 1      | 1     |
| 23   | Pays-Bas           | 0  | 0      | 1      | 1     |
| 23   | Thaïlande          | 0  | 0      | 1      | 1     |
|      |                    |    |        |        |       |

### Médaillées[89]
| Compétition      | Compétition                    | Or                                  | Argent                              | Bronze |
| ---------------- | ------------------------------ | ----------------------------------- | ----------------------------------- | ------ |
|                  |                                |                                     |                                     |        |
| Costume National |                                |                                     |                                     |        |
| Asie & Océanie   | Azzaya Tsogt-Ochir Mongolie    | Janelle Tee Philippines             | Hoàng Thị Hạnh Viêt Nam             |        |
| Amériques        | Fernanda Méndez Tapia Chili    | Marianna Fuentes Panama             | Alexandra Caceres Panama            |        |
| Afrique          | Susan Kirui Kenya              | Venus Mary Vlahakis Zambie          | Modupe Susan Garland Nigeria        |        |
| Europe           | Sonia Hernández Romeo Espagne  | Klára Vavrušková République tchèque | Anastasia Lebediuk Crimée           |        |
|                  |                                |                                     |                                     |        |
| Robe de Soirée   |                                |                                     |                                     |        |
| Groupe AIR       | Abena Appiah Ghana             | Emanii Davis États-Unis             | Bruna Silva Portugal                |        |
| Groupe EAU       | Tashan Kapene Nouvelle-Zélande | Nellys Pimentel Porto Rico          | Tejaswini Manogna Inde              |        |
| Groupe FEU       | Michell Castellanos Venezuela  | Sonia Hernández Espagne             | Teeyapar Sretsirisuvarna Thaïlande  |        |
|                  |                                |                                     |                                     |        |
| Maillot de Bain  |                                |                                     |                                     |        |
| Groupe AIR       | Bruna Silva Portugal           | Janelle Tee Philippines             | Klára Vavrušková République tchèque |        |
| Groupe EAU       | Diana Shabas Ukraine           | Nellys Pimentel Porto Rico          | Antonella Paz Équateur              |        |
| Groupe FEU       | Krystyna Sokołowska Pologne    | Modupe Susan Garland Nigeria        | Nikki Prein Pays-Bas                |        |
|                  |                                |                                     |                                     |        |
| Tenue de saison  |                                |                                     |                                     |        |
| Groupe AIR       | Abena Appiah Ghana             | Janelle Tee Philippines             | Alisa Manenok Biélorussie           |        |
| Groupe EAU       | Hoàng Thị Hạnh Viêt Nam        | Nera Nikolić Croatie                | Faydeha King Guyana                 |        |
| Groupe FEU       | Sonia Hernández Espagne        | Michell Castellanos Venezuela       | Kristyna Losova Allemagne           |        |
|                  |                                |                                     |                                     |        |
| Talent           |                                |                                     |                                     |        |
| Groupe AIR       | Abena Appiah Ghana             | Janelle Tee Philippines             | Zaira Zureen Begg Fidji             |        |
| Groupe EAU       | Tejaswini Manogna Inde         | Hu Wentian Chine                    | Melanie Gassner Autriche            |        |
| Groupe FEU       | Azzaya Tsogt-Ochir Mongolie    | Sara Langtved Danemark              | Woo Hee-jun Corée du Sud            |        |
|                  |                                |                                     |                                     |        |

### Prix spéciaux
|                              |                             |  |  |  |
| Meilleur Designer            | - États-Unis – Emanii Davis |  |  |  |
| Meilleure en Tenue de saison | - Ghana – Abena Appiah      |  |  |  |
| Face of Futuristic Earth     | - Philippines – Janelle Tee |  |  |  |
| Best Futuristic Filipiniaña  | - États-Unis – Emanii Davis |  |  |  |
| Miss Terre Legazpi City 2019 | - Guam – Cydney Shey Folsom |  |  |  |
|                              |                             |  |  |  |

### Prix sponsorisés
|                            |                                    |  |  |  |
| Miss Samsung               | - Colombie – Yenny Carrillo        |  |  |  |
| Miss Queen Lions           | - Biélorussie – Alisa Manenok      |  |  |  |
| Miss Commerce              | - Biélorussie – Alisa Manenok      |  |  |  |
| Miss Legazpi City          | - Angleterre – Stephanie Wyatt     |  |  |  |
| Host Lion Legazpi Oriental | - États-Unis - Emanii Davis        |  |  |  |
| Miss RealMe                | - Japon – Yuka Itoku               |  |  |  |
| Miss Oppo                  | - Angleterre – Stephanie Wyatt     |  |  |  |
| Miss Vivo                  | - Ghana – Abena Appiah             |  |  |  |
| Terminal 2                 | - Philippines – Janelle Tee        |  |  |  |
| Miss Infinity Closet       | - Ghana – Abena Appiah             |  |  |  |
| Miss Loreto                | - Nouvelle-Zélande – Tashan Kapene |  |  |  |
| Miss Southerland           | - Biélorussie – Alisa Manenok      |  |  |  |
| Miss DOH Reg 5             | - Ghana – Abena Appiah             |  |  |  |
|                            |                                    |  |  |  |

## Observations